# حكومة رياض الصلح الأولى
الحكومة اللبنانية الأولى في عهد الرئيس بشارة الخوري، كلف الرئيس رياض الصلح بتشكيل الحكومة بموجب المرسوم رقم 1 بتاريخ 25 أيلول / سبتمبر سنة 1943، وشكلت بموجب المرسوم رقم 2 بتاريخ 25 أيلول سنة 1943، ونالت الحكومة الثقة بالإجماع مع امتناع واحد. واستقالت الحكومة بتاريخ 3 تموز / يوليو 1944.

## البيان الوزاري والاستقلال
أعلنت الحكومة في بيانها الوزاري أن لبنان دخل مرحلة جديدة، وأن هذا العهد هو عهد الاستقلال، كما أعلن بالبيان الوزاري إنها ستبادر بالتعاون مع المجلس النيابي لإصلاح الدستور اللبناني بحيث يصبح ملائماً لمعنى الاستقلال الصحيح وإلغاء المواد التي لا يتفق وجودها وقيام الاستقلال ومنها ما يجعل لغير اللبنانيين مشاورة في تسيير شؤونه، وهي مواد كان الفرنسيون قد وضعوها لأغراض استعمارية. وقد أقر مجلس النواب التعديلات المقترحة من رئيسي الجمهورية والحكومة وهي التي عرفت بالميثاق الوطني وفيها نظمت تركيبة الحكم الطائفي في لبنان، فأدى ذلك لغضب الفرنسيين، فاعتقلوا رئيس الجمهورية بشارة الخوري ورئيس الحكومة مع أكثر الوزراء وبعض النواب وحبسوهم في قلعة راشيا  فأدى ذلك الاعتقال إلى ثورة اللبنانيين على هذا القرار والذي أدى بدوره في النهاية إلى إطلاق سراحهم وإعلان استقلال لبنان بتاريخ 22 نوفمبر 1943.
وكانت هذه التعديلات قد قام بها بمشاركة مع الرئيس بشارة الخوري

## أعضاء الحكومة
شكلت الحكومة من 6 وزراء هم:
- رياض الصلح رئيساً للحكومة ووزيراً للمالية.
- حبيب أبو شهلا نائباً لرئيس الحكومة وزيراً للتربية الوطنية ووزيراً للعدلية.
- سليم تقلا وزيراً للأشغال العامة ووزيراً للخارجية.
- عادل عسيران وزيراً للإعاشة ووزيراً للتجارة والصناعة.
- كميل شمعون وزيراً للبرق البريد ووزيراً للداخلية.
- مجيد أرسلان وزيراً للدفاع الوطني ووزيراً للزراعة ووزيراً للصحة والإسعاف العام.